# Ed Reed
Edward Earl Reed Jr. (11 de setembro de 1978, St. Rose, Luisiana) é um ex-jogador de futebol americano que atuava na posição de free safety na NFL. Foi escolhido pelo Baltimore Ravens no Draft de 2002 da NFL, sendo a vigésima-quarta escolha geral. Ele jogou futebol americano universitário pela Universidade de Miami.
Em sua carreira, Reed foi escolhido para nove Pro Bowls, sendo o último que participou o da temporada de 2012, e possui o recorde de maior retorno de uma interceptação na NFL (107 jardas, em 2008). Ele é considerado um dos safeties de mais alto nível na história da NFL e era chamado às vezes pelo apelido de "ball hawk" (Gavião da bola). Desde que entrou na liga, Reed era conhecido por estudar através de gravações as tendências do time adversário. O hábito de Reed de induzir quarterbacks a lançarem passes que eram interceptados também garantiu reconhecimento para ele na liga.

## Primeiros anos
Reed nasceu em St. Rose, Louisiana em 11 de setembro de 1978. Ele freqüentou a Destrehan High School em Destrehan, Louisiana. Ele foi selecionado para o time de todos os estados como defensive back e como um retornador de chute, ele também foi escolhido o MVP Defensivo pelo New Orleans Times-Picayune District.
Reed totalizou 83 tackles, sete interceptações, três fumble forçados e 12 passes desviados em seu último ano, enquanto também jogou como running back e quarterback. Ele também retornou três punts para touchdowns. O número 20 da camisa de Reed foi aposentado pela universidade. Reed também praticou basquete, beisebol e atletismo.

### Atletismo
Além do futebol americano, Reed era um atleta de atletismo de destaque na Destrehan High School. Ele era um membro da equipe de 4×100 metros. Ele estabeleceu um recorde de 56,94 metros no arremesso de dardo. Também era um grande saltador de longa distância, registrando um salto pessoal de 7,20 metros.
Enquanto estava na faculdade, Reed se juntou à equipe de atletismo da Universidade de Miami em 2000, onde competiu como saltador e lançador de dardo. Ele ficou em 7º no salto triplo no Grande Campeonato do Leste de 2000, estabelecendo um salto de 14,58 metros na carreira. Além disso, ele terminou em 3º no arremesso de dardo, com um arremesso de 60,08 metros.

## Carreira universitária
Reed recebeu uma bolsa de estudos esportivos para estudar na Universidade de Miami, onde foi destaque defensivo de 1997 a 2001. Ele jogou pela equipe que venceu o Campeonato Nacional de 2001.
Reed liderou a equipe com duas interceptações e quatro fumbles forçados na temporada de 1998. Ele teve mais duas interceptações na temporada de 1999. Reed foi nomeado para a Primeira-Equipe All-American na temporada de 2000 e 2001. Em 2001, ele liderou o país com nove interceptações para 209 jardas, que era um recorde escolar e três touchdowns.
Reed foi homenageado como o Jogador Defensivo do Ano da Big East em 2001 e foi nomeado Jogador Defensivo Nacional do Ano pela Football News. Ele foi finalista do Jim Thorpe Award e foi semifinalista do Bronko Nagurski Trophy.
Reed estabeleceu vários recordes durante seu tempo na Universidade de Miami. Ele detém o recorde de interceptações de 21, jardas de retorno de interceptação com 389 e interceptações retornadas para touchdowns com cinco. Ele também bloqueou quatro punts durante sua carreira de quatro anos. Além disso, ele foi um membro da equipe de atletismo durante seus anos em Miami e foi campeão da Big East no dardo.
Reed e o wide receiver de Indianapolis Colts, Reggie Wayne, foram colegas de quarto durante o tempo que passaram na Universidade de Miami. Ele se formou em 2001 com um diploma de bacharel em artes. Reed foi introduzido no Hall da Fama dos Esportes da Universidade de Miami como parte de sua Classe de 2012 em um banquete realizado em Miami em 29 de março de 2012.
Reed foi introduzido no Hall da Fama do College em 7 de janeiro de 2018.

### Estatísticas
|        |        |       | Defense | Defense         | Defense    | Defense | Defense |
| Ano    | Time   | Jogos | Tackles | Perda de jardas | Passes Des | Int     | Fumbles |
| ------ | ------ | ----- | ------- | --------------- | ---------- | ------- | ------- |
| 1998   | Miami  | 11    | 90      | 2.0             | 7          | 2       | 4       |
| 1999   | Miami  | 12    | 74      | 4.0             | 4          | 2       | 0       |
| 2000   | Miami  | 11    | 80      | 0.0             | 23         | 8       | 0       |
| 2001   | Miami  | 11    | 44      | 1.0             | 18         | 9       | 0       |
| Totais | Totais | 45    | 288     | 7.0             | 52         | 21      | 4       |

## Carreira profissional

### Baltimore Ravens
O Baltimore Ravens selecionou Reed na primeira rodada (24° escolha geral) no Draft de 2002. Reed foi o segundo safety seleciodo, atrás de Roy Williams de Universidade de Oklahoma (8° no geral) que foi selecionado pelo Dallas Cowboys.

#### 2002

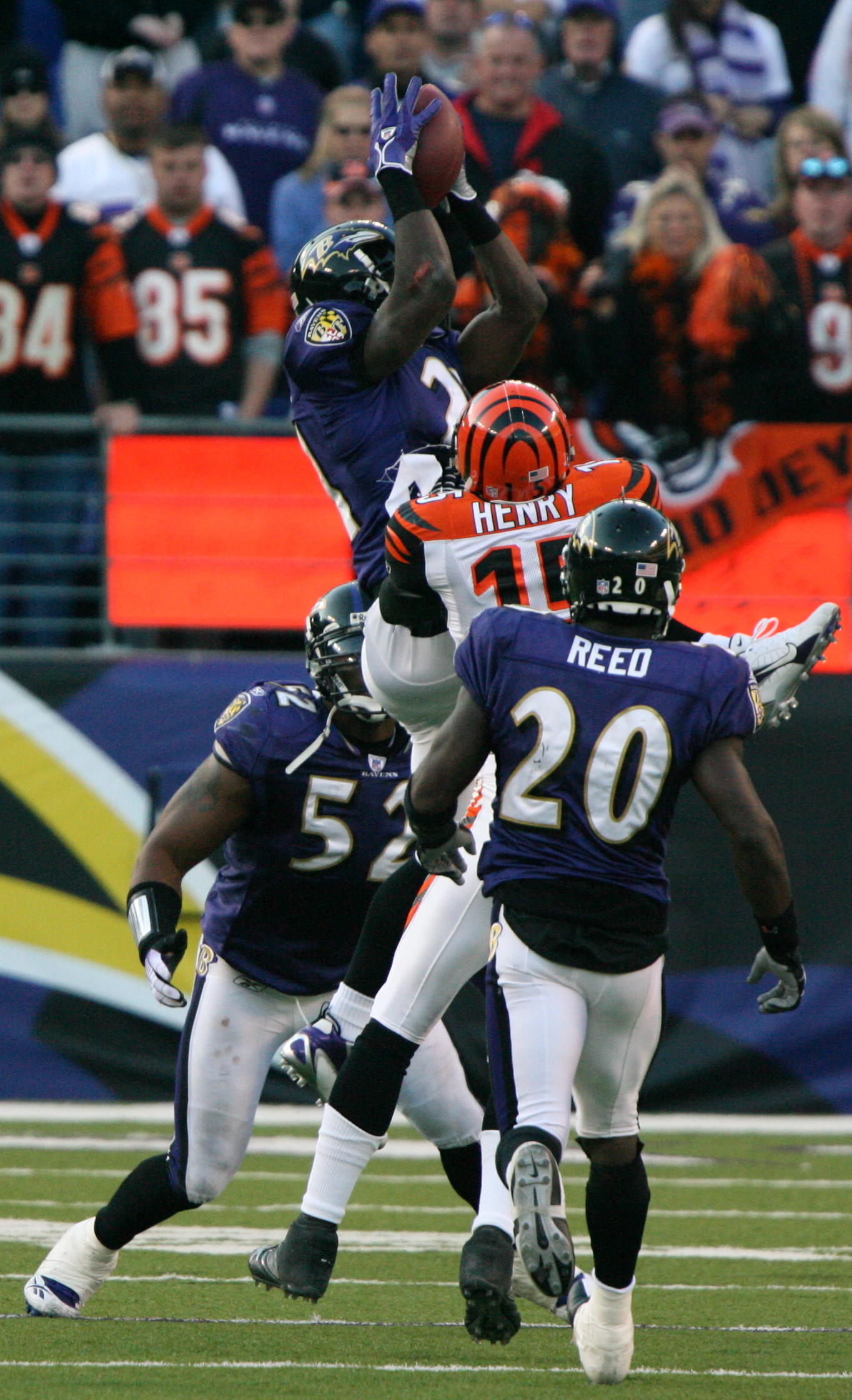
Reed (20), Ray Lewis e Chris McAlister jogam pelos Ravens contra Chris Henry, do Cincinnati Bengals, em 2006.

Em 3 de agosto de 2002, o Baltimore Ravens assinou com Reed um contrato no valor de US $ 6,18 milhões por cinco anos.
Ele fez sua estréia na temporada regular na abertura da temporada contra o Carolina Panthers e registrou três jogadas tackles na derrota por 10-7. Em 30 de setembro de 2002, Reed gravou quatro tackles solo, um desvio de passe, bloqueou um chute e fez sua primeira interceptação na carreira durante uma vitória por 34-28 contra o Denver Broncos na semana 4.
Na semana seguinte, ele fez três tackles solo, quatro desvios de passes, e interceptou um passe do quarterback dos Browns, Tim Couch, durante uma vitória por 26-21 contra o Cleveland Browns na semana 5. Na semana 6, Reed teve três tackles sozinho e fez seu primeiro sack na carreira no quarterback Peyton Manning durante a derrota dos Ravens por 22-20 por Indianapolis Colts.
Em 10 de novembro de 2002, Reed teve cinco tackles individuais, dois passes desviados e duas interceptações na vitória dos Ravens por 38-27 contra o Cincinnati Bengals na semana 10.
Ele foi titular em todos os 16 jogos como um novato em 2002 e fez 85 tackles combinados (71 solo), 12 passe desviados, cinco interceptações e um sack.

#### 2003
Reed foi titular na abertura da temporada contra o Pittsburgh Steelers e teve dez tackles combinados (sete solo) e um passe desviado em uma vitória por 34-14. Na semana seguinte, ele teve três tackles solo, três passes desviados, duas interceptações e marcou seu primeiro touchdown na carreira durante uma vitória por 33-13 contra o Cleveland Browns na semana 2.
Em 12 de outubro de 2003, ele teve seis tackles combinados, desviou um passe, fez uma interceptação e bloqueou um punt antes de retornar para um touchdown durante uma vitória por 26-18 contra o Arizona Cardinals na semana 6. Na semana 12, ele fez sete tackles combinados e devolveu um chute bloqueado para um touchdown de 16 jardas durante uma vitória por 44-41 sobre o Seattle Seahawks. Reed foi selecionado para o Pro Bowl de 2004, marcando a primeira seleção de sua carreira.
Ele foi titular em todos os 16 jogos em 2003 e registrou 71 tackles combinados (59 solo), 16 passes desviados, sete interceptações, três touchdowns e um sack.
O Baltimore Ravens terminou em primeiro na AFC North com uma campanha de 10-6 e ganhou um vaga nos playoffs. Em 3 de janeiro de 2004, Reed foi titular em seu primeiro jogo de playoff na carreira mas os Ravens foram derrotados por 20-17 para o Tennessee Titans no wild card, ele teve um passe desviado e uma interceptação.

#### 2004
Em 26 de setembro de 2004, Reed teve três tackles combinados, três passes desviado e interceptou dois passes do quarterback dos Bengals, Carson Palmer, em uma vitória por 23-9 na semana 3. Na semana 9, Reed teve três tackles combinados, desviou um passe e retornou uma interceptação para um touchdown de 106 jardas quando os Ravens derrotaram o Cleveland Browns por 27-13. Na semana 12, ele teve nove tackles combinados e teve um passes desviado durante uma derrota por 24-3 para o New England Patriots.
Em 23 de dezembro de 2004, foi anunciado que Reed foi selecionado para jogar no Pro Bowl de 2005. Ele foi titular em todos os 16 jogos e registrou 76 tackles combinados (62 solo), oito passes desviado, nove interceptações, três fumbles forçados e dois sacks. Reed foi eleito o Jogador Defensivo do Ano da NFL pela Associated Press.

#### 2005
Em 16 de outubro de 2005, Reed teve seis tackles combinados durante a vitória por 16-3 contra o Cleveland Browns na semana 6. Reed ficou inativo pelos próximos seis jogos (Semanas 7-12) devido a uma lesão no tornozelo.
Ele terminou a temporada de 2005 com 37 tackles combinados (33 solo), nove passes desviados e uma interceptação em dez jogos.

#### 2006
Em 27 de junho de 2006, o Baltimore Ravens assinou com Reed uma prorrogação de contrato de US $ 40 milhões que inclui um bônus de assinatura de US $ 15 milhões.

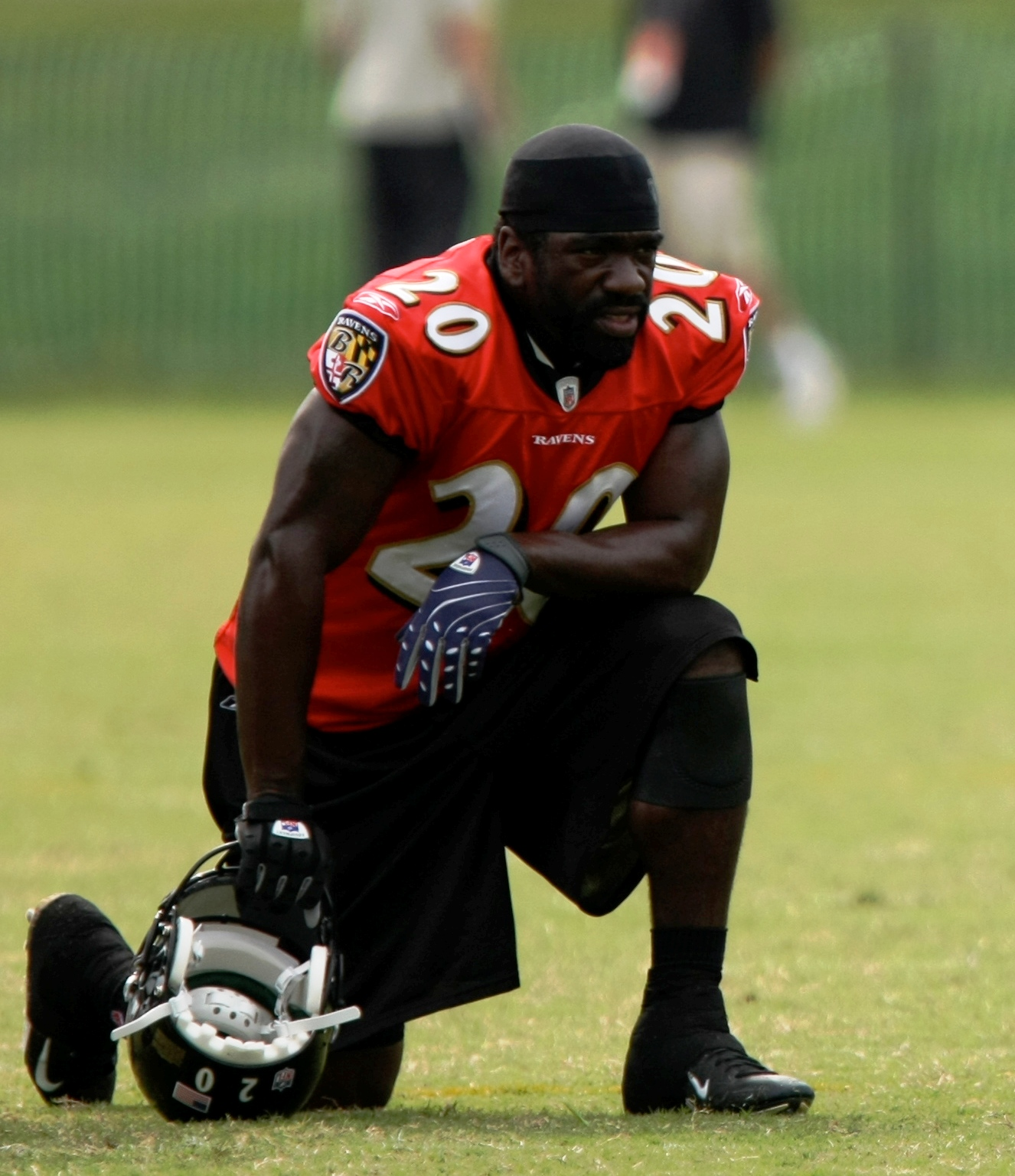
Reed com os Ravens em 2008.

Na semana 4, Reed conseguiu sete tackles combinados, um passes desviados e registrou seu primeiro Safety na carreira durante uma vitória por 16-13 contra o Seattle Seahawks.
Em 5 de novembro de 2006, Reed teve três tackles combinados e marcou um touchdown na vitória dos Ravens por 26-20 contra o Cincinnati Bengals na semana 9. Em 10 de dezembro de 2006, ele registrou três tackles combinados, fez três passes desviados e interceptou dois passes durante uma vitória de 20-10 sobre o Kansas City Chiefs na semana 12.
Em 20 de dezembro, 2006, Reed foi nomeado para o Pro Bowl de 2007. Ele foi titular em todos os 16 jogos em 2006 e registrou 59 tackles combinados (51 solo), nove passes desviados, cinco interceptações, um fumble forçado e um touchdown.

#### 2007
Ele foi titular na abertura da temporada contra o Cincinnati Bengals e fez um tackle, desviou um passe e teve seu primeiro retorno de punt para um touchdown em uma derrota por 27-20. Em 14 de outubro de 2007, ele registrou três tackles combinados, desviou um passe e fez uma interceptação durante uma vitória por 23-3 contra o St. Louis Rams na semana 6.
Em 18 de dezembro de 2007, foi anunciado que Reed foi selecionado para jogar no Pro Bowl de 2008. Ele foi titular em todos os 16 jogos em 2007 e gravou 39 tackles combinados (29 solo), 13 passes desviados e sete intercepções. Reed também serviu como um retornador de punt em 2007 e terminou a temporada com dez retornos para 94 jardas e um touchdown. No Pro Bowl de 2008, ele teve duas interceptações, empatando o recorde do Pro Bowl.

#### 2008
Em 21 de setembro de 2008, Reed teve dois tackles combinados, teve dois passes desviados e retornou uma interceptação para um touchdown de 32 jardas durante uma vitória de 28-10 contra o Cleveland Browns na semana 3. Em 23 de novembro de 2008, Reed fez dois tackles combinados, quatro passes desviados, dois passes interceptados e retornou uma interceptação para um touchdown de 107 jardas durante uma vitória por 36-7 contra o Philadelphia. A bola que ele interceptou e a camisa que ele usava durante a jogada agora são exibidas no NFL Hall of Fame.
Na semana 15, ele teve oito tackles combinados e um sack no quarterback Ben Roethlisberger durante uma derrota por 13-9 para o Pittsburgh Steelers. Em 16 de dezembro de 2008, Reed foi anunciado como selecionado para o Pro Bowl de 2009. Na semana seguinte, ele fez um tackle, dois passes desviados e interceptou dois passes do quarterback Tony Romo na vitória dos Ravens por 33-24 sobre o Dallas Cowboys na semana 16. Na semana 17, Reed teve três tackles individuais, dois passes desviados e duas interceptações de David Garrard na vitória de Baltimore por 27-7 contra o Jacksonville Jaguars. Sua performance marcou seu quarto jogo da temporada com duas interceptações.
Reed foi titular em todos os 16 jogos em 2008 e registrou 41 tackles combinados (34 solo), 16 passes desviados, nove interceptações, dois touchdowns, um sack e um fumble forçado.
O Baltimore Ravens terminou a temporada de 2008 em segundo lugar no AFC North, com uma campanha de 11-5 e ganhou um vaga nos playoffs. Em 4 de janeiro de 2009, Reed teve um tackle, dois passes desviados, duas interceptações e retornou um para um touchdown durante a vitória de 27-9 sobre o Miami Dolphins no wild card. O Baltimore Ravens chegou ao AFC Championship, mas foi derrotado pelo Pittsburgh Steelers, que ganhou o Super Bowl XLIII. Reed teve dois tackles solos e desviou um passe quando os Ravens perderam por 23-14.

#### 2009

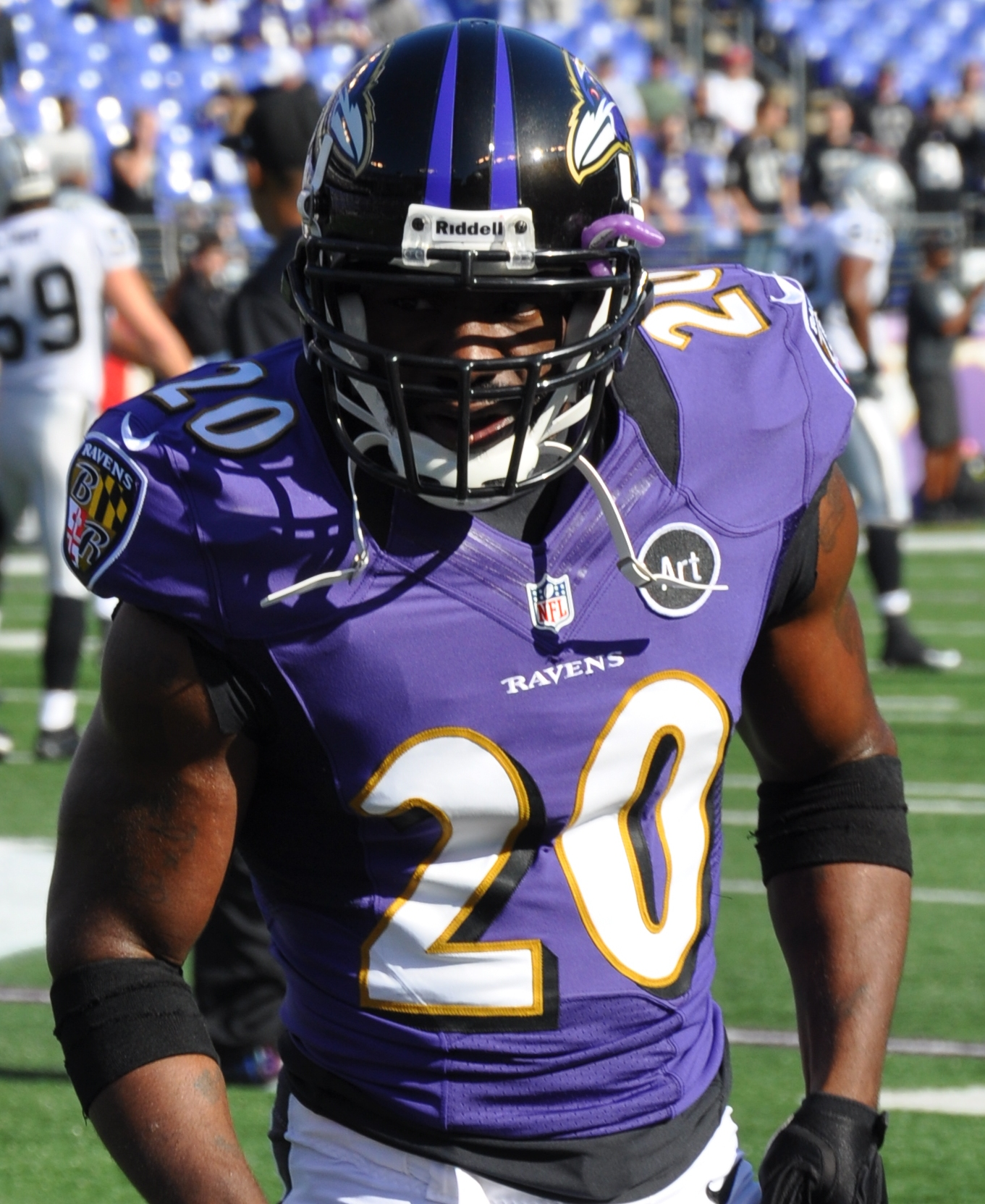
Ed Reed com os Ravens.

Na semana 5, Reed registrou seis tackles solo, desviou um passe e retornou uma interceptação para um touchdown durante a derrota dos Ravens por 17-14 para o Cincinnati Bengals. Reed sofreu uma lesão na virilha e ficou inativo por quatro jogos (semanas 13-16). Em 29 de dezembro de 2009, foi anunciado que Reed foi selecionado para jogar no Pro Bowl de 2010.
Ele terminou a temporada de 2009 com 50 tackles combinados (42 solo), cinco passes desviados, três interceptações, três fumbles forçados e um touchdown. Reed foi o único jogador votado por unanimidade na equipe All-Pro da Associated Press. Em 2009, Reed foi selecionado para o Time da Década (2000s) da Sporting News.
O Baltimore Ravens terminou em segundo na sua divisão com uma campanha de 9-7, mas foi eliminado depois de perder por 20-3 para o Indianapolis Colts no Divisional Round. Reed teve uma interceptação em cada um dos jogos dos playoffs dos Ravens.

#### 2010
Reed passou por uma cirurgia no quadril durante a offseason e não pôde participar do campo de treinamento e também perdeu toda a pré-temporada. Em 4 de setembro de 2010, o Baltimore Ravens anunciou que sua recuperação da cirurgia de quadril levaria mais tempo do que o esperado inicialmente.
Em 24 de outubro de 2010, Reed fez quatro tackles solo, dois passes desviados, forçou um fumble e interceptou dois passes do quarterback Ryan Fitzpatrick contra os Bills na semana 7. Na semana 14, ele teve sete tackles combinados e desviou um passe na vitória dos Ravens por 34-28 contra o Houston Texans.
Em 26 de dezembro de 2010, Reed teve três tackles combinados, dois passes desviados e interceptou dois passes do quarterback Colt McCoy durante uma vitória por 20-10 contra o Cleveland Browns na semana 16. Na semana seguinte, ele teve dois tackles combinados, um passe desviado e interceptou dois passes de Carson Palmer, dos Bengals, durante uma vitória por 13-7 sobre o Cincinnati Bengals. Em 28 de dezembro de 2010, Reed foi selecionado para o Pro Bowl de 2011.
Reed terminou a temporada de 2010 com 37 tackles combinados (30 solo), 16 passes desviados e liderou a liga com oito interceptações em dez jogos.

#### 2011
Reed foi titular na abertura da temporada contra o Pittsburgh Steelers e teve seis tackles individuais, quatro passes desviados e interceptou dois passes na vitória por 35-7. Reed teve seu 12º jogo na carreira com múltiplas interceptações e superou Ronnie Lott, ex-San Francisco 49ers, no recorde de mais jogos com interceptação múltipla.
Em 27 de dezembro de 2011, foi anunciou que Reed foi selecionado para o Pro Bowl de 2012. Reed foi titular em todos os 16 jogos em 2011 e registrou 52 tackles combinados (44 solo), oito passes desviados, três interceptações e um sack.
O Baltimore Ravens terminou no topo da AFC North com uma campanha de 12-4 e garantiu um lugar nos playoffs. Em 15 de janeiro de 2012, Reed teve seis tackles individuais, desviou quatro passes e interceptou um passe na vitória dos Ravens por 20-13 contra o Houston Texans no Divisional Round. Na semana seguinte, ele fez quatro tackles combinados e dois passes desviados, com os Ravens perdendo por 23-20 para o New England Patriots no AFC Championship Game.

#### 2012

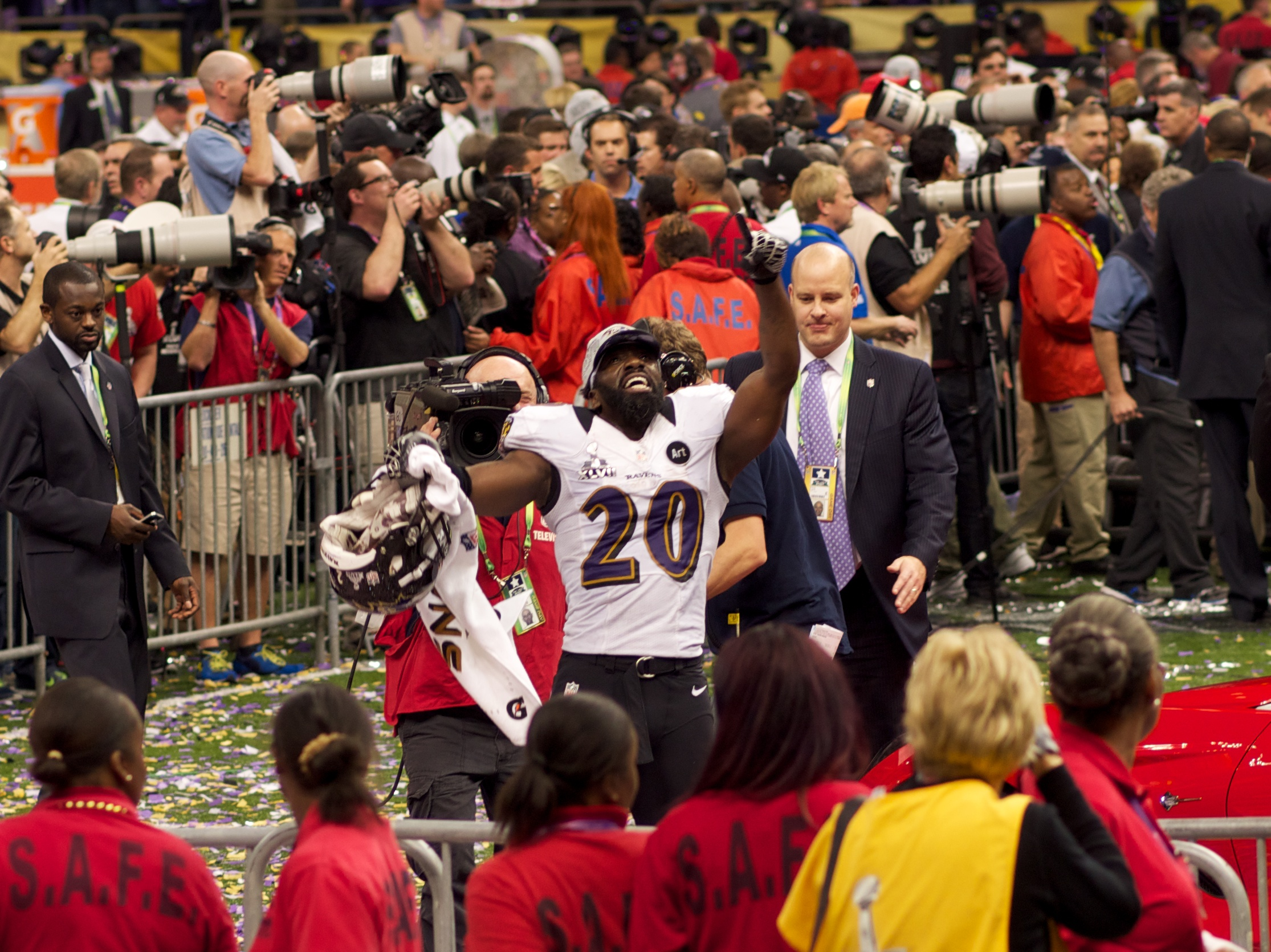
Ed Reed depois da vitória no Super Bowl XLVII

Ele foi titular na abertura da temporada contra o Cincinnati Bengals e fez dois tackles solo, dois passes desviados e devolveu uma interceptação para um touchdown de 34 jardas em sua vitória por 44-13. Seu retorno de interceptação de 34 jardas fez dele o líder de todos os tempos da NFL em jardas de retorno de interceptação.
Na semana 3, Reed teve nove tackles combinados e dois passes desviados durante a vitória por 31-30 contra o New England Patriots. Em 19 de novembro de 2012, Reed recebeu uma suspensão de um jogo pela liga "por repetidas violações da regra que proíbe golpes na área de cabeça e pescoço de jogadores indefesos". A suspensão acabou sendo anulada e Reed foi multado em US $ 50.000.
Em 26 de dezembro de 2012, foi anunciado que Reed foi selecionado para o Pro Bowl de 2013. Ele foi titular em todos os 16 jogos em 2012 e registrou 58 tackles combinados (45 solo), 16 passes desviados, quatro interceptações e um touchdown.

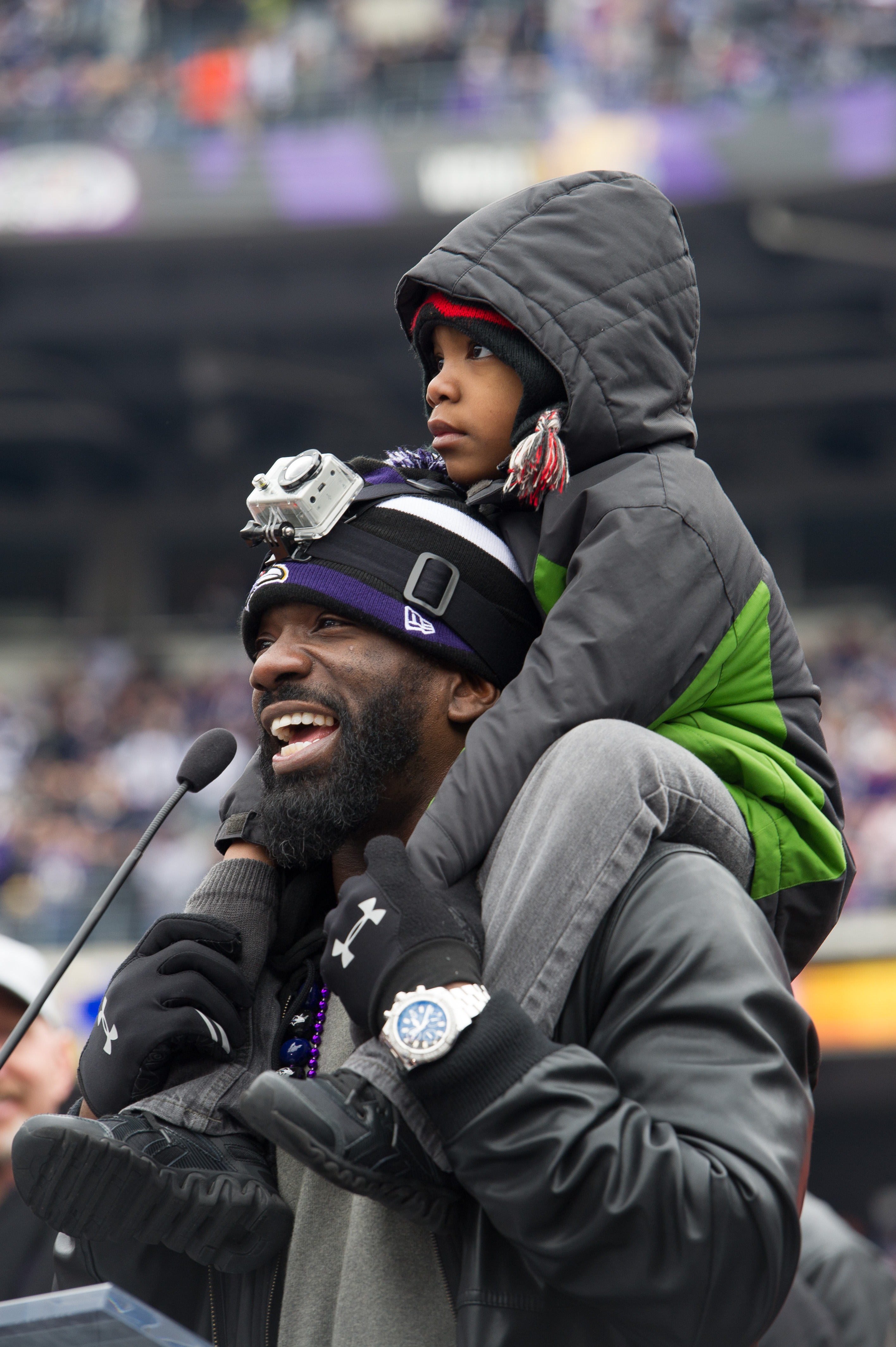
Reed e seu filho no M&T Bank Stadium após a vitória dos Ravens no Super Bowl XLVII.

O Baltimore Ravens terminou no topo do AFC North com uma campanha de 10-6 e ganhou um lugar no playoff. Eles alcançaram o Super Bowl XLVIII depois de derrotar o Indianapolis Colts por 24-9 no wild card, o Denver Broncos por 38-35 no Divisional Round, e também derrotaram o New England Patriots por 28-13 no AFC Championship Game.
Em 3 de fevereiro de 2013, Reed foi titular no Super Bowl XLVII e teve cinco tackles individuais, desviou um passe e interceptou um passe, na vitória dos Ravens sobre o San Francisco 49ers por 34-31.

#### 2013
Em 24 de janeiro de 2013, Reed afirmou que, apesar dos relatos de que ele poderia se aposentar, ele pretendia jogar no próximo ano.
Reed tornou-se um agente livre depois que seu contrato expirou no final da temporada de 2012, ele marcou um total de 13 touchdowns em sua carreira com o Baltimore Ravens. Além disso, ele registrou três punts bloqueados, um retorno de punt, dois retornos de fumble e sete retornos de interceptação.

### Houston Texans
Em 22 de março de 2013, Reed assinou um contrato de três anos no valor de US $ 15 milhões, com US $ 5 milhões garantidos com o Houston Texans. Mais tarde, Reed passou por uma cirurgia artroscópica em seu quadril para reparar uma pequena lesão labral.
Reed fez sua estréia no Houston Texans em 22 de setembro de 2013 contra os Ravens em Baltimore. Conforme a temporada progrediu, Reed viu seu tempo de jogo reduzido. Ele acabou perdendo seu posto de titular para Shiloh Keo durante a semana 9 contra o Indianapolis Colts.
Em 12 de novembro de 2013, Reed foi dispensado pelos Texans após exibir uma produção limitada com apenas 16 tackles, sem interceptações, sem fumble forçado e sem passes desviado em sete jogos.

### New York Jets
Reed assinou com o New York Jets em 14 de novembro de 2013. Reed jogou seu primeiro jogo como um jogador dos Jets em 17 de novembro de 2013 contra o Buffalo Bills.
Na semana 14, ele teve sua primeira interceptação da temporada de 2013. Nas Semanas 16 e 17, contra o Cleveland Browns e Miami Dolphins, respectivamente, Reed teve uma interceptação no final do quarto período de cada jogo, para preservar a vitória dos Jets. As intercepções ajudaram o Jets a fechar a temporada com duas vitórias consecutivas para terminar com uma campanha de 8-8.
No resto da temporada de 2013, Reed jogou em sete jogos, dos quais ele foi titular em cinco, com 22 tackles, quatro passes desviados e três interceptações. No geral, em 2013, combinado com ambas as equipes que ele jogou, Reed jogou 14 jogos, dos quais ele foi titular em 10, com 42 tackles totais, quatro passes desviados e três interceptações.

### Aposentadoria
Depois de passar todo o ano de 2014 sem jogar, Reed anunciou sua aposentadoria em 6 de maio de 2015. Ele assinou um contrato de um dia com os Ravens e se aposentou oficialmente em 7 de maio de 2015.

## Estatísticas
| Ano      | TIme      | Jogos | Tackles | Tackles | Tackles | Tackles | Interceptações | Interceptações | Interceptações | Interceptações | Interceptações | Retornos de Punt | Retornos de Punt | Retornos de Punt | Retornos de Punt | Retornos de Punt | Fumbles | Fumbles |
| Ano      | TIme      | Jogos | Cmb     | Tot     | Ast     | Sacks   | Int            | Jardas         | Média          | Lng            | TD             | Ret              | Jardas           | Média            | Lng              | TD               | Fumbles | TD      |
| -------- | --------- | ----- | ------- | ------- | ------- | ------- | -------------- | -------------- | -------------- | -------------- | -------------- | ---------------- | ---------------- | ---------------- | ---------------- | ---------------- | ------- | ------- |
| 2002     | BAL       | 16    | 85      | 71      | 14      | 1.0     | 5              | 167            | 33.4           | 59             | 0              | --               | --               | --               | --               | --               | 1       | 0       |
| 2003     | BAL       | 16    | 71      | 59      | 12      | 1.0     | 7              | 132            | 18.9           | 54E            | 1              | 5                | 33               | 6.6              | 19               | 0                | 1       | 0       |
| 2004     | BAL       | 16    | 76      | 62      | 14      | 2.0     | 9              | 358            | 39.8           | 106E           | 1              | --               | --               | --               | --               | --               | 1       | 1       |
| 2005     | BAL       | 10    | 37      | 33      | 4       | 0.0     | 1              | 23             | 23.0           | 23             | 0              | --               | --               | --               | --               | --               | 0       | 0       |
| 2006     | BAL       | 16    | 59      | 51      | 8       | 0.0     | 5              | 70             | 14.0           | 37             | 1              | --               | --               | --               | --               | --               | 0       | 0       |
| 2007     | BAL       | 16    | 39      | 29      | 10      | 0.0     | 7              | 130            | 18.6           | 32             | 0              | 10               | 94               | 9.4              | 63E              | 1                | 2       | 0       |
| 2008     | BAL       | 16    | 41      | 34      | 7       | 1.0     | 9              | 264            | 29.3           | 107E           | 2              | 1                | 8                | 8.0              | 8                | 0                | 1       | 1       |
| 2009     | BAL       | 12    | 50      | 42      | 8       | 0.0     | 3              | 111            | 37.0           | 52E            | 1              | 7                | 29               | 4.1              | 9                | 0                | 1       | 0       |
| 2010     | BAL       | 10    | 37      | 30      | 7       | 0.0     | 8              | 183            | 22.9           | 44             | 0              | 3                | 11               | 3.7              | 9                | 0                | 2       | 0       |
| 2011     | BAL       | 16    | 52      | 44      | 8       | 1.0     | 3              | 25             | 8.3            | 16             | 0              | 3                | 29               | 9.7              | 16               | 0                | 0       | 0       |
| 2012     | BAL       | 16    | 58      | 49      | 9       | 0.0     | 4              | 78             | 19.5           | 34E            | 1              | 1                | 1                | 1.0              | 1                | 0                | 0       | 0       |
| 2013     | HOU / NYJ | 14    | 38      | 27      | 11      | 0.0     | 3              | 49             | 16.3           | 25             | 0              | --               | --               | --               | --               | --               | 0       | 0       |
| Carreira | Carreira  | 174   | 643     | 531     | 112     | 6,0     | 64             | 1 590          | 24,8           | 107            | 7              | 30               | 205              | 6,8              | 63               | 1                | 11      | 2       |

### Recordes da NFL
- Mais interceptações nos playoff (9, empatado)
- Maior Retorno de Interceptação (107 jardas)
- Mais jardas pós interceptação, carreira (1.590 jardas)
- Mais punts bloqueados para touchdowns (3, empatado)
- Primeira pessoa na história da NFL a fazer um touchdown em uma interceptação, retorno de punt, punt bloqueado e fumble.[57]
- Mais jogos com multi-interceptação, carreira (12)

### Recordes dos Ravens
- Mais interceptações (61)[58]
- Mais jardas retornadas de interceptações (1,541)
- Mais interceptações retornadas para touchdown (7)[59]
- Mais passes desviados (137)
- Mais jardas retornadas pós-interceptação em um único jogo (150)[60]

## Carreira como treinador

### Buffalo Bills
Em 13 de janeiro de 2016, Reed foi contratado como assistente de Defensive back do Buffalo Bills. Isso o reuniu com o técnico Rex Ryan pela terceira vez, depois de passar pelos Ravens e Jets durante a carreira de Reed.
Depois de servir a temporada de 2016 em Buffalo, Reed foi demitido pelo novo treinador Sean McDermott após a demissão de Ryan.